# Adenodictyna kudoae
Adenodictyna kudoae is een spinnensoort in de taxonomische indeling van de kaardertjes (Dictynidae).
Het dier behoort tot het geslacht Adenodictyna. De wetenschappelijke naam van de soort werd voor het eerst geldig gepubliceerd in 2008 door Hirotsugu Ono.